# Elinborg Lützen
Elinborg Lützen (født 26. juli 1919, død 22. november 1995) var den første og længe den eneste grafiker på Færøerne.
Elinborg fødtes 1919 i Klaksvík som datter af købmand Andrias Christian Lützen (1875-1941) og Hanne Joline Niclasen (1884-1957). Hun er den sjette af ni søskende, hvoraf den ældste Marianna Matras også blev billedkunstner.
Som 18-årig flyttede Elinborg Lützen i 1937 til København for at uddanne sig på Tegne- og Kunstindustriskolen for Kvinder. I disse år boede hun sammen med Sámal Joensen-Mikines, og de giftede sig den 2. december 1944, men ægteskabet blev opløst i 1952. Egentlig skulle opholdet i København kun vare til 1940, men da 2. verdenskrig udbrød, var det umuligt for færingerne i Danmark at nå Færøerne, som var besat af Storbritannien. Fra 1947 til 1981 boede hun igen i Klaksvík og flyttede derefter til Tórshavn, hvor hun døde barnløs i 1995.
Som grafiker arbejdede hun med linoleumssnit efter hun besøgte kunsthåndværkerskolen i Bergen og blev bl.a. berømt for sine bogillustrationer. I 1978 modtog hun som første kvinde Løgtingets årlige hædersgave. Hendes værk beskæftiger sig med nordisk mytologi, eventyr og mystik. I 1980 modtog hun Barnabókaheiðursløn Tórshavnar býráðs (Tórshavns byråds børnebogspris).

## Værk

### Bogillustrationer
- Í Skyming, Tórshavn 1948, (udv. udg. 1988)
- Jonathan Swift: Ferð Gullivers til Pinkulingalands; oversættelse ved Christian Matras; København: Hitt føroyska Studentafelagið, 1951. – 91 s.
- Poul P.M. Petersen: Der sidder tre Møer, Dansk Folkevise, 1953
- Heðin Brú: Ævintýr. Tórshavn: Føroya Lærarafelag, 1959-1974 – 6 bind (anden oplag udkommer siden 1974)
- Hans Andrias Djurhuus: Barnarímur. Tórshavn: Bókadeild Føroya Lærarafelags, 1964 – 89 s. (5. oplag 2000) ISBN 99918-1-237-7 (færøske barnesange)
- Jóhannes Enni (red): Smásøgur fyri yngri børn. Tórshavn : Føroya skúlabókagrunnur, 1964.
- Erling Simonsen: Loyndarmálið. Tórshavn: Erlings forlag, 1967 – 77 s.
- Maria Maria Marolla : ein ramsa at ramsa: Gøta: Estra, 1967. – 32 s.
- François de Voltaire: Candide ella Besti heimur; oversættelse ved Christian Matras; Tórshavn: Emil Thomsen, 1977
- Jørgen-Frantz Jacobsen: Barbara; til norsk ved Ivar Eskeland; Oslo: Den norske Bokklubben, 1977. – 252 s.
- Kirsten Borberg og Virginia Allen Jensen (red.):Twenty-five : stories and poems for birthdays; København: Ibis, cop. 1988. – 112 s.
- William Heinesen (red.): Fra Færøerne : Úr Føroyum. København: Dansk-Færøsk Komité. – 6 s. (uden årstal)
- Bárður Jákupsson (red.): Elinborg Lützen : 1919-1995. Tórshavn: Listasavn Føroya, 1999. – 12 s.

### Frimærker
Elinborg Lützen tegnede seks færøske frimærker om eventyr i 1984, som udkom i automathæfte.
- Vakurleikin við slørunum (Skønheden med slørene).
- Vakurleikin við slørunum (Skønheden med slørene).
- Tann Kvenræddi Komgssonurin (Den kvindesky prins).
- Glassvørdið (Glassværdet).
- Pink-Elin (lille Elin).
- Drongurin og Oksin (Drengen og oksen).